# Quận Costilla, Colorado
Quận Costilla (tiếng Anh: Costilla County) là quận đông dân thứ chín trong số 64 quận tại tiểu bang Colorado của Hoa Kỳ. Dân số của quận đạt mức 3663 theo cuộc điều tra dân số Hoa Kỳ năm 2000 2. Quận lỵ là San Luis, thị trấn lâu đời nhất ở Colorado.

## Lịch sử
Quận Costilla là khu vực đầu tiên của tiểu bang Colorado có người châu Âu định cư. Quận Costilla là một trong 17 quận ban đầu được thành lập bởi Lãnh thổ Colorado vào ngày 01 tháng 11 năm 1861. Quận này được đặt tên theo sông Costilla. Mặc dù San Miguel đã được chọn làm quận lỵ, chính quyền quận đã được chuyển đến San Luis năm 1863.
Ranh giới của quận ban đầu đã mở rộng hơn nhiều của nam trung bộ Colorado. Phần lớn phần phía Bắc đã trở thành một phần của quận Saguache vào năm 1866, và các phần phía tây đã được chuyển vào các quận Hinsdale và Rio Grande năm 1874. Quận Costilla đã có ranh giới hiện nay vào năm 1913 khi quận Alamosa đã được tạo lập từ phần phía tây bắc của nó.

## Địa lý
Theo Cục Điều tra Dân số Hoa Kỳ, quận có tổng diện tích là 1.230 dặm vuông (3,185.7 km2), trong đó 1.227 dặm vuông (3,177.9 km2) là đất và 3 dặm vuông (7,8 km2) (0,27%) là nước.

## Các quận lân cận
- Quận Huerfano - phía đông bắc
- Quận Las Animas - phía đông
- Quận Colfaxy - đông nam
- Quận Taos - phía nam
- Quận Conejos - phía tây
- Quận Alamosa - phía tây bắc

## Nhân khẩu
Theo điều tra dân số 2 năm 2000, quận này có dân số 3.663 người, 1.503 hộ gia đình, và 1.029 gia đình sống trong quận hạt. Mật độ dân số là 3 người trên một dặm vuông (1/km ²). Có 2.202 đơn vị nhà ở với mật độ trung bình 2 trên một dặm vuông (1/km ²). Về thành phần chủng tộc của dân cư sinh sống ở quận, có 60,91% người da trắng, 0,79% da đen hay Mỹ gốc Phi, 2,48% người Mỹ bản xứ, 1,01% châu Á, Thái Bình Dương 0,14%, 29,46% các chủng tộc khác, và 5,21% từ hai hoặc nhiều chủng tộc. 67,59% dân số là người Hispanic hay Latino thuộc một chủng tộc nào.
Có 1.503 hộ, trong đó 28,50% có trẻ em dưới 18 tuổi sống chung với họ, 52,60% là đôi vợ chồng sống với nhau, 11,30% có nữ hộ và không có chồng, và 31,50% là các gia đình không. 28,10% hộ gia đình đã được tạo ra từ các cá nhân và 11,60% có người sống một mình 65 tuổi hoặc lớn tuổi hơn là người. Cỡ hộ trung bình là 2,44 và cỡ gia đình trung bình là 2,98.
Trong dân số quận đã được trải ra với 25,00% dưới độ tuổi 18, 6,60% 18-24, 23,30% 25-44, 28,30% từ 45 đến 64, và 16,80% từ 65 tuổi trở lên người. Độ tuổi trung bình là 42 năm. Đối với mỗi 100 nữ có 99,80 nam giới. Đối với mỗi 100 nữ 18 tuổi trở lên, đã có 96,20 nam giới.
Thu nhập trung bình cho một hộ gia đình trong quận này đạt mức USD 19.531, và thu nhập trung bình cho một gia đình là USD 25.509. Phái nam có thu nhập trung bình USD 22.390 so với 16.121 USD đối với nữ giới. Thu nhập bình quân đầu người của quận là 10.748 USD. Có 21,30% gia đình và 26,80% dân số sống dưới mức nghèo khổ, bao gồm 32,40% những người dưới 18 tuổi và 23,30% của những người 65 tuổi hoặc hơn. 